# Communauté de communes de Saint-Pierre-Église
La communauté de communes de Saint-Pierre-Église est une ancienne communauté de communes française, située dans le département de la Manche et la région Normandie.

## Historique
La communauté de communes de Saint-Pierre-Église est créée le 30 décembre 1993. Le 1er janvier 2017, elle fusionne avec les communautés de communes de Douve et Divette, des Pieux, de la Côte des Isles, de la Vallée de l'Ouve, du Cœur du Cotentin, de la région de Montebourg, du Val de Saire et de la Saire auxquelles s'ajoutent les communes nouvelles de Cherbourg-en-Cotentin et de La Hague pour former la communauté d'agglomération du Cotentin.

## Composition
La communauté de communes était composée des quatorze communes de l'ancien canton de Saint-Pierre-Église, intégrées en 2015 dans le canton du Val-de-Saire :
- Brillevast
- Canteloup
- Carneville
- Clitourps
- Fermanville
- Gatteville-le-Phare
- Gonneville-le-Theil
- Maupertus-sur-Mer
- Saint-Pierre-Église
- Théville
- Tocqueville
- Varouville
- Le Vast
- Vicq-sur-Mer

## Administration
| Période    | Période       | Identité                 | Étiquette | Qualité                      |
| ---------- | ------------- | ------------------------ | --------- | ---------------------------- |
|            | mai 1998      | Jean-Marie Le Bouteiller |           | Maire de Saint-Pierre-Église |
| mai 1998   | avril 2014    | Lucien Lecarpentier      | DVD       | Maire de Carneville          |
| avril 2014 | décembre 2016 | Évelyne Laloë            | UMP       | Maire de Varouville          |